# 索紞
索（?—?），字叔彻，西晋敦煌郡建昌县（今甘肃省敦煌市西）人。
索紞年轻时游学京师洛阳，在太学受业，博综经籍，于是为通儒。明晓阴阳天文，善于术数占候。被司徒所辟，官至郎中，见天下将乱，避而归乡。乡人向索紞占问吉凶，门庭如市，索紞于是故意说错，大家都不来了。只有对占梦的人说实话，才没有得罪问卦的人。太守阴澹命他为西阁祭酒，没有接受。七十五岁，于家中去世。

## 延伸阅读
[在维基数据编辑]
 《晉書·卷095》，出自房玄齡《晉書》